# Ацтек (Нью-Мексико)
Ацтек (англ. Aztec) — місто (англ. city) в США, в окрузі Сан-Хуан штату Нью-Мексико. Населення — 6201 особа (2020).

## Географія
Ацтек розташований за координатами 36°49′6″ пн. ш. 107°59′5″ зх. д. / 36.81833° пн. ш. 107.98472° зх. д. (36.818247, -107.984770).  За даними Бюро перепису населення США в 2010 році місто мало площу 32,61 км², з яких 32,45 км² — суходіл та 0,16 км² — водойми.

## Демографія
Згідно з переписом 2010 року, у місті мешкали 6763 особи в 2677 домогосподарствах у складі 1712 родин. Густота населення становила 207 осіб/км².  Було 2892 помешкання (89/км²).
Расовий склад населення:
| - 78,1 % — білих - 8,9 % — корінних американців - 0,4 % — чорних або афроамериканців - 0,3 % — азіатів - 8,3 % — осіб інших рас |

До двох чи більше рас належало 3,9 %. Частка іспаномовних становила 23,7 % від усіх жителів.
За віковим діапазоном населення розподілялося таким чином: 27,4 % — особи молодші 18 років, 59,0 % — особи у віці 18—64 років, 13,6 % — особи у віці 65 років та старші. Медіана віку мешканця становила 34,3 року. На 100 осіб жіночої статі у місті припадало 91,2 чоловіків;  на 100 жінок у віці від 18 років та старших — 88,7 чоловіків також старших 18 років.
Середній дохід на одне домашнє господарство  становив 54 075 доларів США (медіана — 41 414), а середній дохід на одну сім'ю — 63 676 доларів (медіана — 51 783). Медіана доходів становила 44 475 доларів для чоловіків та 36 162 долари для жінок. За межею бідності перебувало 15,2 % осіб, у тому числі 15,4 % дітей у віці до 18 років та 11,3 % осіб у віці 65 років та старших.
Цивільне працевлаштоване населення становило 2889 осіб. Основні галузі зайнятості: освіта, охорона здоров'я та соціальна допомога — 20,4 %, сільське господарство, лісництво, риболовля — 13,4 %, роздрібна торгівля — 13,1 %.